# NGC 3901
NGC 3901 este o galaxie spirală situată în constelația Girafa. A fost descoperită în 2 aprilie 1801 de către William Herschel. Se află la o distanță de 31,77 de megaparseci de Pământ.